# Ryn (gromada)
Ryn – dawna gromada, czyli najmniejsza jednostka podziału terytorialnego Polskiej Rzeczypospolitej Ludowej w latach 1954–1972.
Gromady, z gromadzkimi radami narodowymi (GRN) jako organami władzy najniższego stopnia na wsi, funkcjonowały od reformy reorganizującej administrację wiejską przeprowadzonej jesienią 1954 do momentu ich zniesienia z dniem 1 stycznia 1973, tym samym wypierając organizację gminną w latach 1954–1972.
Gromadę Ryn z siedzibą GRN w mieście Rynie (nie wchodzącym w jej skład) utworzono – jako jedną z 8759 gromad na obszarze Polski – w powiecie giżyckim w woj. olsztyńskim na mocy uchwały nr 13 WRN w Olsztynie z dnia 4 października 1954. W skład jednostki weszły obszary dotychczasowych gromad Ławki, Mioduńskie, Mrówki, Rybical, Tros i Skorupki oraz PGR Głąbowo z dotychczasowej gromady Knis ze zniesionej gminy Ryn, ponadto miejscowości Dzikowizna, Raczkowo, Ruminek, Hermanowa Wola, Ryn Mały i Ryński Dwór z miasta Rynu, w tymże powiecie. Dla gromady ustalono 12 członków gromadzkiej rady narodowej.
1 stycznia 1958 do gromady Ryn włączono obszar zniesionej gromady Krzyżany w tymże powiecie.
31 grudnia 1961 do gromady Ryn włączono wsie Prażmowo, Stara Rudówka i Szymonka ze zniesionej gromady Stara Rudówka w tymże powiecie.
31 grudnia 1967 z gromady Ryn wyłączono część obszaru PGL nadleśnictwo Ryn (133 ha), włączając ją do gromady Sterławki Wielkie, oraz część obszaru PGL nadleśnictwo Ryn (29 ha), włączając ją do gromady Wilkasy – w tymże powiecie; do gromady Ryn włączono natomiast część obszaru wsi Rudówka i część obszaru PGR Monetki (razem 42 ha) z gromady Wilkasy; ponadto część obszaru jeziora Guber (77 ha) oraz części obszarów PGR Głąbowo, PGR Canki, PGL nadleśnictwo Ryn i jeziora Orło (razem 468 ha) z gromady Sterławki Wielkie w tymże powiecie.
1 stycznia 1969 z gromady Ryn wyłączono: a) część obszaru PGR Grabówka (88 ha), włączając ją do gromady Woźnice oraz b) część obszaru wsi Sądry (90 ha), włączając ją do gromady Użranki –  obie w powiecie mrągowskim w tymże województwie
22 grudnia 1971 do gromady Ryn włączono miejscowości Grzybowo, Jeziorko, Kronowo, Orło, Sterławki Wielkie i Sterławki Szlacheckie ze zniesionej gromady Sterławki Wielkie w tymże powiecie.
31 grudnia 1971 z gromady Ryn wyłączono wieś Prażmowo, włączając ją do gromady Wilkasy w tymże powiecie.
1 stycznia 1972 z gromady Ryn wyłączono część obszaru miejscowości Ryn-Kolonia (20,09 ha), część jeziora Ryńskiego (4,75 ha) i część obszaru PGR Canki (0,27 ha), włączając ją do miasta Ryn w tymże powiecie.
Gromada przetrwała do końca 1972 roku, czyli do kolejnej reformy gminnej. 1 stycznia 1973 w powiecie giżyckim reaktywowano gminę Ryn.